# Polemon bocourti
Espèce
Synonymes
- Aparallactus hagmanni Gough, 1902

Polemon bocourti est une espèce de serpents de la famille des Lamprophiidae. 

## Répartition
Cette espèce se rencontre :
- au Cameroun ;
- au Gabon ;
- en République du Congo ;
- en République démocratique du Congo.

## Description
C'est un serpent venimeux.

## Étymologie
Cette espèce est nommée en l'honneur du naturaliste Marie-Firmin Bocourt (1819-1904).

## Publication originale
- Mocquard, 1897 : Note préliminaire sur une collection de Reptiles recueillie par M. Haug à Lambaréné. Bulletin du Muséum national d'histoire naturelle, vol. 3, p. 54-55 (texte intégral).